# شين أساهينا
شين أساهينا (باليابانية: 朝比奈 伸) (20 أغسطس 1976 في فوجيدا في اليابان – )؛ هو لاعب كرة قدم ياباني سابق كان يلعب كمدافع.

## وصلات خارجية
- شين أساهينا على موقع رابطة كرة القدم اليابانية للمحترفين (اليابانية)
- شين أساهينا على موقع عالم كرة القدم.نت (الإنجليزية)